# Calyon Bank Polska
Calyon Bank Polska S.A. (wcześniej Międzynarodowy Bank w Polsce S.A., IBP Bank S.A. oraz Credit Lyonnais Bank Polska S.A.) – bank uniwersalny działający w Polsce w latach 1991–2008, kontynuujący działalność i proces likwidacji w latach 2008–2011 jako Calyon Polska S.A.

## Historia
Założony w 1991 jako Międzynarodowy Bank w Polsce S.A., działalność rozpoczął w 1992. Następnie zmienił nazwę na IBP Bank S.A. Bank posiadał akcjonariat rozproszony, a akcjonariuszami były międzynarodowe instytucje finansowe, m.in. ABN AMRO, Banca Commerciale Italiana, Crédit Lyonnais oraz Międzynarodowa Korporacja Finansowa. W 1997 zmienił nazwę na Credit Lyonnais Bank Polska S.A. W 2004 nastąpiła kolejna zmiana nazwy w wyniku likwidacji centrali banku Crédit Lyonnais we Francji, Spółka otrzymała nazwę Calyon Bank Polska S.A. W 2008 zaprzestał działalności jako bank, którą kontynuował jako spółka akcyjna. Proces jej likwidacji trwał w latach 2008–2011.